# NGC 7620
NGC 7620 је спирална галаксија у сазвежђу Пегаз која се налази на NGC листи објеката дубоког неба.
Деклинација објекта је + 24° 13' 15" а ректасцензија 23h 20m 5,6s. Привидна величина (магнитуда) објекта NGC 7620 износи 12,9 а фотографска магнитуда 13,6. NGC 7620 је још познат и под ознакама UGC 12520, MK 321, CGCG 476-8, KUG 2317+239, IRAS 23176+2356, PGC 71106.